# 724 Hapag
Hapag (asteróide 724) é um asteróide da cintura principal, a 1,8452268 UA. Possui uma excentricidade de 0,2487432 e um período orbital de 1 406 dias (3,85 anos).
Hapag tem uma velocidade orbital média de 19,00474677 km/s e uma inclinação de 11,70659º.
Esse asteróide foi descoberto em 21 de Outubro de 1911 por Johann Palisa.